# Liste der Abgeordneten zum Tiroler Landtag (VI. Gesetzgebungsperiode)
Diese Liste der Abgeordneten zum Tiroler Landtag (VI. Gesetzgebungsperiode) listet alle Abgeordneten zum Tiroler Landtag in der VI. Gesetzgebungsperiode vom 2. November 1965 bis zum 20. Oktober 1970 auf. Nach der Landtagswahl 1965 stellte die Österreichische Volkspartei (ÖVP) 25 Abgeordnete, wobei sie gegenüber der Landtagswahl 1961 zwei Mandate hinzugewinnen konnte. Des Weiteren waren im Landtag die Sozialistische Partei Österreichs (SPÖ) mit zehn Abgeordneten vertreten, die bei der Wahl ein Mandat verlor. Auch die Freiheitliche Partei Österreichs (FPÖ) hatte bei der Landtagswahl 1965 ein Mandat verloren und war im Landtag nur noch mit einem Abgeordneten vertreten.
Nach der Angelobung der Abgeordneten am 2. November 1965 wählten die Landtagsabgeordneten noch am selben Tag die Mitglieder der Landesregierung Wallnöfer II. Die Gesetzgebungsperiode endete mit der Angelobung der Abgeordneten der VII. Legislaturperiode am 20. Oktober 1970.

## Funktionen

### Landtagspräsidenten
Zum Landtagspräsidenten wurde in den konstituierenden Sitzung der ÖVP-Politiker Alois Lugger gewählt, der 26 von 36 abgegebenen Stimmen erhielt, wobei 10 Stimmzettel leer verblieben. In das Amt des 1. Vizepräsidenten wurde Franz Weber (ÖVP) gewählt, der 35 von 36 Stimmen, bei einem leeren Stimmzettel, auf sich vereinen konnte. Des Weiteren wurde Anton Wieser (SPÖ) mit demselben Wahlergebnis wie Lugger zum 2. Vizepräsidenten gewählt.

### Landtagsabgeordnete
| Name                  | Partei | Wahlkreis       | Anmerkung                                                                |
| --------------------- | ------ | --------------- | ------------------------------------------------------------------------ |
| Astner Johann         | ÖVP    | Nord            |                                                                          |
| Bachmann Dietmar      | ÖVP    | Innsbruck-Stadt |                                                                          |
| Berktold Erich        | ÖVP    | West            |                                                                          |
| Breitenberger Hans    | ÖVP    | Mitte           |                                                                          |
| Draxl Rudolf          | ÖVP    | West            |                                                                          |
| Erlacher Karl         | ÖVP    | Nord            |                                                                          |
| Falkner Valentin      | ÖVP    | West            |                                                                          |
| Fili Ernst            | SPÖ    | Innsbruck-Stadt | ab 1. Jänner 1969 für Anton Wieser                                       |
| Guglberger Herbert    | ÖVP    | Mitte           | Mandatsverzicht nach der Wahl in die Landesregierung am 2. November 1965 |
| Horngacher Christian  | SPÖ    | Nord            |                                                                          |
| Huber Hubert          | ÖVP    | Ost             |                                                                          |
| Huber Christian       | ÖVP    | Nord            | bis 3. April 1970                                                        |
| Huter Paul            | ÖVP    | West            |                                                                          |
| Kaiser Ferdinand      | SPÖ    | Innsbruck-Stadt |                                                                          |
| Kienesberger Alfred   | SPÖ    | Mitte           |                                                                          |
| Kranebitter Franz     | ÖVP    | Mitte           |                                                                          |
| Kunst Karl            | SPÖ    | Innsbruck-Stadt | bis 31. März 1970                                                        |
| Lackner Robert        | ÖVP    | Innsbruck-Stadt |                                                                          |
| Lenzi Walter          | SPÖ    | Innsbruck-Stadt | ab 3. April 1970 für Karl Kunst                                          |
| Lettenbichler Adolf   | SPÖ    | West            |                                                                          |
| Lugger Alois          | ÖVP    | Innsbruck-Stadt |                                                                          |
| Mader Heinz           | FPÖ    | Restmandat      |                                                                          |
| Manzl Leonhard        | ÖVP    | Nord            |                                                                          |
| Mattersberger Josef   | ÖVP    | Ost             |                                                                          |
| Moser Alfons          | ÖVP    | Nord            |                                                                          |
| Obenfeldner Ferdinand | SPÖ    | Mitte           | ab 16. Juli 1968 für Rupert Zechtl                                       |
| Oberlechner Hans      | SPÖ    | Mitte           |                                                                          |
| Plattner Maximilian   | ÖVP    | Mitte           | am 2. November 1965 als Ersatz für Herbert Guglberger angelobt           |
| Prior Fritz           | ÖVP    | Innsbruck-Stadt |                                                                          |
| Schwaiger Rudolf      | ÖVP    | Mitte           |                                                                          |
| Schweiger Johann      | ÖVP    | Mitte           |                                                                          |
| Spenglinger Georg     | SPÖ    | Nord            |                                                                          |
| Thoman Josef          | ÖVP    | Innsbruck-Stadt |                                                                          |
| Troppmair Adolf       | ÖVP    | Mitte           |                                                                          |
| Unterweger Reinhold   | ÖVP    | Ost             |                                                                          |
| Wahrstötter Rudolf    | SPÖ    | Nord            |                                                                          |
| Wallnöfer Eduard      | ÖVP    | West            |                                                                          |
| Weber Franz           | ÖVP    | Mitte           |                                                                          |
| Wieser Anton          | SPÖ    | Mitte           | bis 31. Dezember 1968                                                    |
| Zanon Fridolin        | ÖVP    | Ost             | ab 3. April 1970 für Christian Huber                                     |
| Zechtl Rupert         | SPÖ    | Innsbruck-Stadt | bis 30. Juni 1968                                                        |